# Pontonkaross

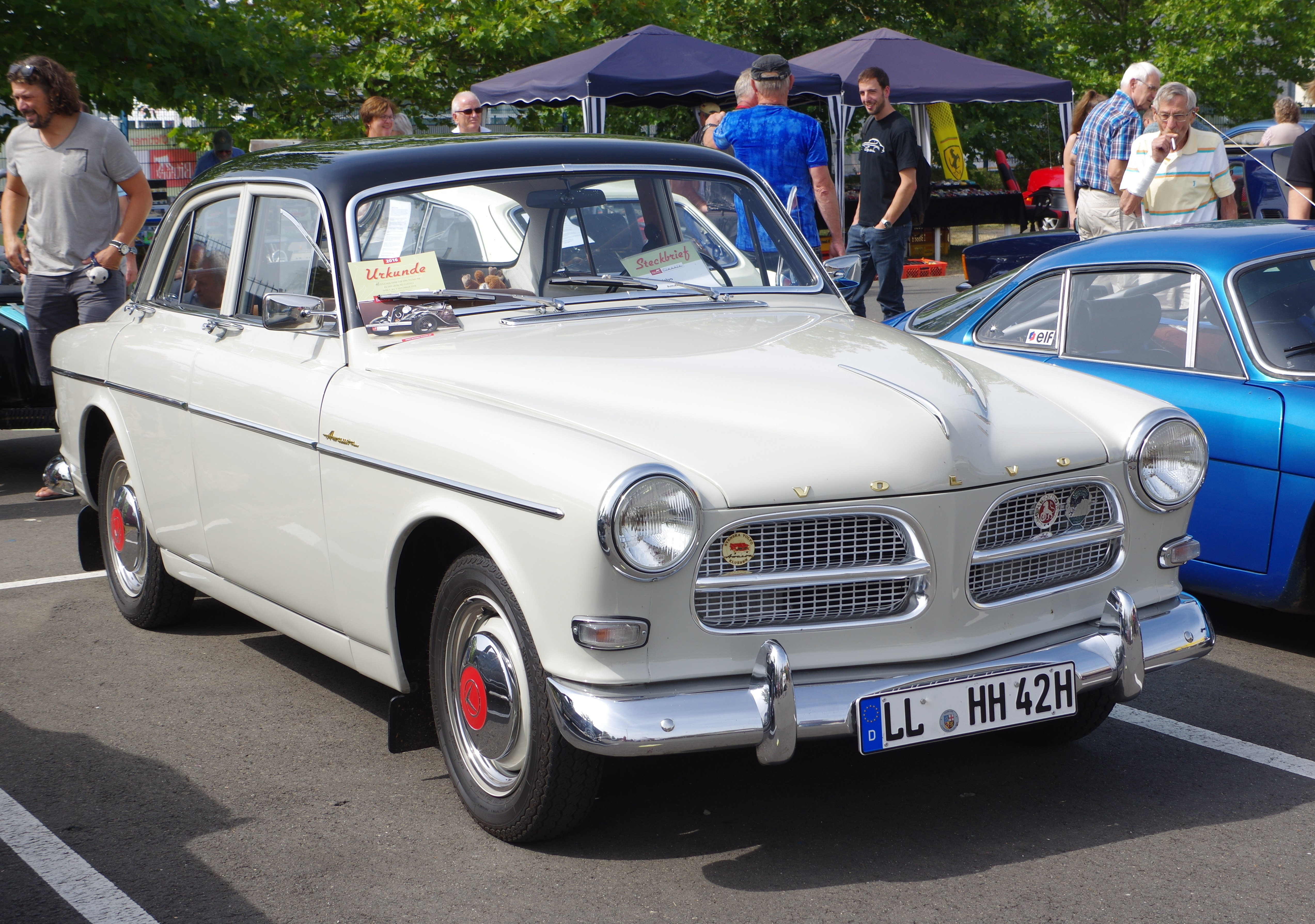
Volvo Amazon med pontonkaross.

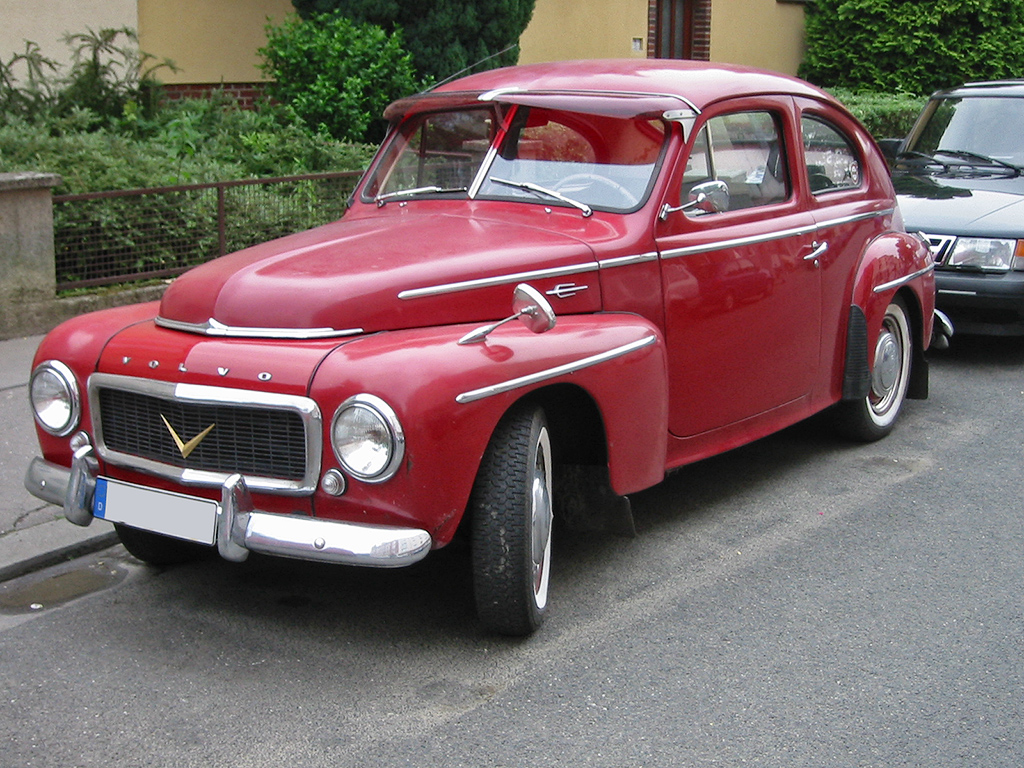
Volvo PV 444 har inte pontonkaross, utan en kaross med friliggande skärmar.

Pontonkaross är ett sätt att utforma och konstruera bilar. Den integrerar hjulhusen i den övriga delen av karossen till en enhet. Konstruktionstypen blev den dominerande karosstypen från och med 1950-talet. Termen kommer från det franska och tyska ordet ponton, som betyder "ponton". Den tysk-engelska ordboken i Langenscheidt definierar Pontonkarrosserie som "omslutande karosseri, rakt igenom sidostyling, plattsidig styling."
Från att ha haft karosser med friliggande fram- och bakskärmar övergick man, med start hos de amerikanska tillverkarna 1949, till att integrera dessa i karossen. Detta medförde att man bättre kunde utnyttja bilens bredd, och fick ett rymligare passagerarutrymme utan att öka bilens spårvidd.
Nu till stor del ålderdomlig, beskriver termen ponton den markant kupiga, skivformade konfigurationen av efterkrigstidens europeiska bilar, som de från Mercedes-Benz, Opel, Auto Union, DKW, Borgward, Lancia, Fiat, Rover, Renault och Volvo – såväl som dess mest överdrivna konstruktioner från Nordamerika och Japan – ibland i dess mest utpräglade form – i USA kallad "badkar"-stil.

## Trendens ursprung
År 1921 sökte den ungerske aerodynamikern Paul Jaray patent på en strömlinjeformad bil med en jämnt formad underkropp, som täcker hjulen och löper parallellt med golvytan. Ett år senare presenterade han sin första löpande prototyp med en sådan kaross, "Ley T6", och 1923 presenterade Auto Union en effektivare konceptbil, konstruerad av Jaray.
En annan av de första kända bilarna med pontonkaross är Bugatti Type 32 "Tank" som deltog i 1923 års franska Grand Prix på Tours.
År 1922 lämnade den rumänske ingenjören Aurel Persu in en patentansökan för en "aerodynamiskt formad bil med hjulen monterade inuti den aerodynamiska karossen" med en luftmotståndskoefficient på endast 0,22 och fick patent i Tyskland 1924. Bilen fick namnet Persu Streamliner och byggdes i Tyskland av Persu, med hjälp av flera lokala företag. Under sin forskning fastställde Persu att den lämpligaste aerodynamiska formen var en vattendroppe som faller till marken.
År 1924 konstruerade Fidelis Böhler en av de första produktionsbilarna med pontonkaross, Hanomag 2/10. Bilens kropp liknade en limpa bröd vilket gav den smeknamnet "Kommissbrot" - ett grovt fullkornsbröd som distribuerats av armén. Den ekonomiska bilen tillverkades från 1924 till 1928. Böhler byggde kärnan runt två passagerarsäten sida vid sida. Han undvek trappsteg och integrerade stänkskärmarna i fordonskroppen för att spara på vikten."Den billiga bilen blev populär bland konsumenter i Tyskland.
År 1935 skapade Vittorio Jano, i samarbete med bröderna Gino och Oscar Jankovitz, en engångsprototyp på mittmotorn på ett Alfa Romeo 6C 2300-chassi, som Jano hade fraktat till Fiume 1934. Bröderna Jankovitz hade varit nära vänner med designern Paul Romeo  och en prototyp kallad Alfa Romeo, Aerodinamica Spider, presenterade pontonstyling, ett särskilt tidigt och tydligt exempel på de lökformade, oavbrutna former som skulle komma att prägla genren.
År 1937 designade Pinin Farina en flödande kaross i pontonstil för Lancia Aprilia berlinetta aerodynamiska coupé, och även den öppna karossen på Lancia Aprilia Cabriolet från 1940.

## Exempel efter andra världskriget
År 1946 var Cisitalia 202 coupé, som Farina designade från skisser av Cisitalias Giovanni Savonuzzi, bilen som "förvandlade efterkrigstidens bildesign" enligt New Yorks Museum of Modern Art (MoMA). MoMA skaffade 1951 ett exempel för sin permanenta kollektion och noterade att bilens "huv, kaross, stänkskärmar och strålkastare är integrerade med den kontinuerligt flytande ytan, snarare än att läggas på. Rundade, flytande former, med obrutna horisontella linjer mellan stänkskärmarna - stilen hade identifierats som "den så kallade Ponton Side-formen i Europa.
Två av de första amerikanska bilarna med fräsch efterkrigsstil, som antog den nya karossstilen, var Frazer/Kaiser 1946 och Crosley CC-serien 1946. Den Howard "holländska" Darrin-designade Frazer vann Fashion Academy of New Yorks guldmedalj för designprestationer och sades ha varit förebilden till 1949 års Borgward Hansa 1500, Tysklands första sedan i pontonstil.
I Sovjetunionen kom GAZ-M20 Pobeda i produktion 1946. Detta var ungefär en månad efter att den första Kaiser 1946 rullade av produktionslinjen.
I Storbritannien började Standard Vanguard säljas 1947. 1947 års Studebaker Champion, utformad av Virgil Exner och Roy Cole hade en innovativ bakdel som "överraskade amerikaner som log och frågade: åt vilket håll är den på väg?" Designen är emellertid ibland felaktigt tillskriven Raymond Loewy.
År 1948 började tillverkningen av den tjeckoslovakiska Tatra 600, en stor bil med bakmotorkonstruktion och flygplansinspirerad kroppsstil.
Ford och General Motors följde trenden med sina egna konstruktioner från 1949.Fords exempel är 1949 års Ford (USA), Ford Taunus (Tyskland) och Ford Zephyr (Storbritannien). General Motors exempel är 1949 års Chevrolet (USA), Vauxhall Velox (Storbritannien) och Opel Kapitän (Tyskland).

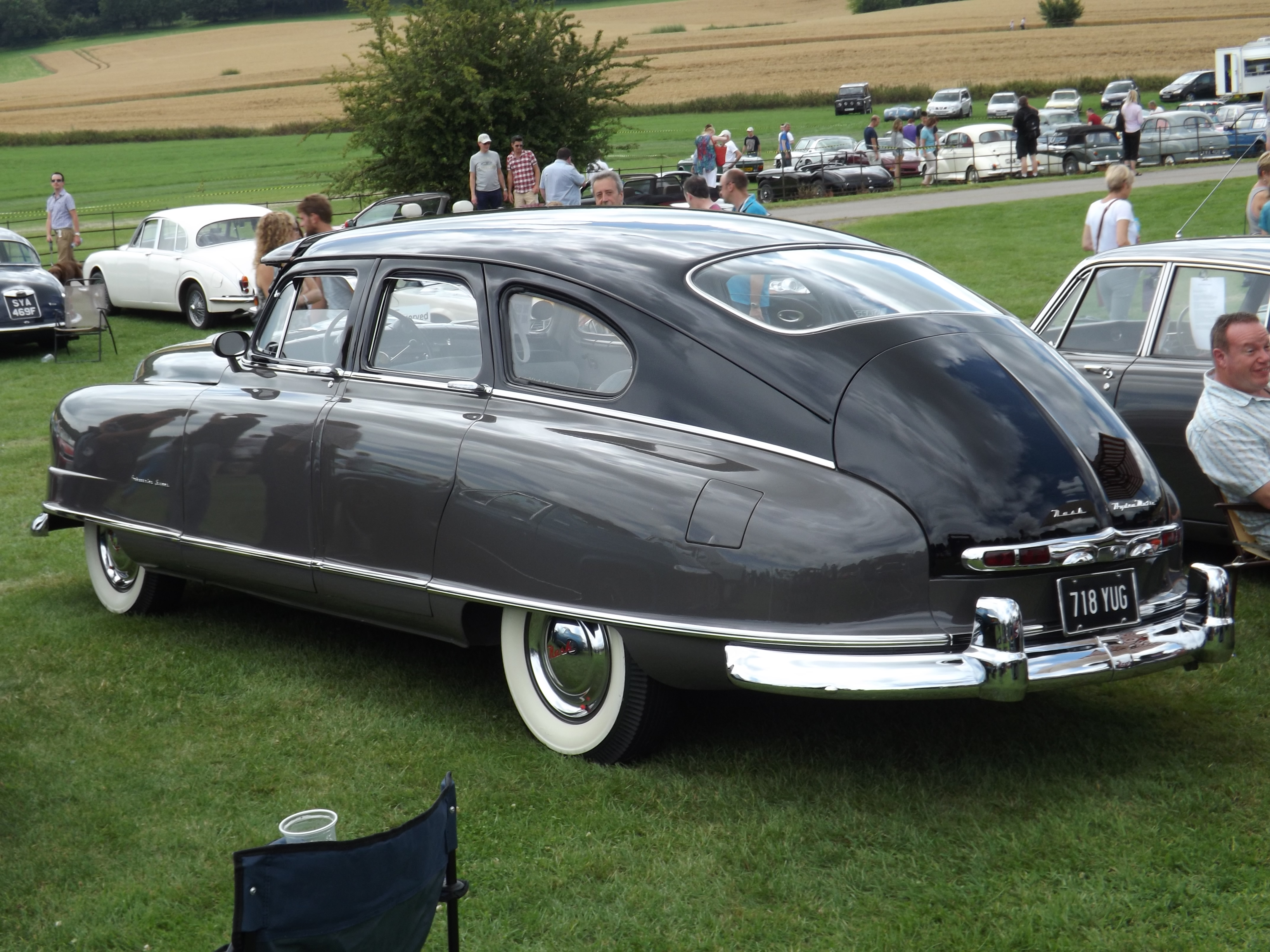
1950 Nash Ambassador

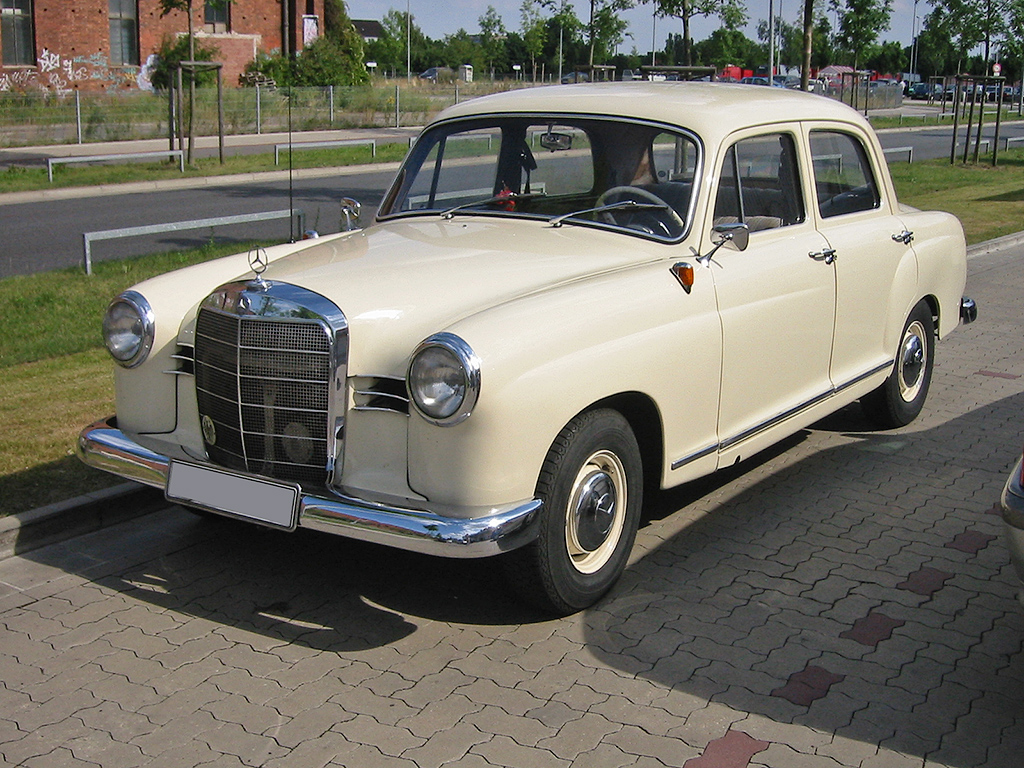
1954 Mercedes-Benz 180, en "Ponton"-model

En av de tidigaste helt nya stilade bilarna som introducerades efter andra världskriget i USA var 1949 års Nash-modeller. Tidningen Popular Science beskrev Nash' nya "pontonen" som "den mest uppenbara avvikelsen från tidigare design." De "bar stänkskärmen mindre pontonkropp, snabb bakåtform mer än konkurrenterna." Denna Nash-design blev ett "familjeutseende" för deras bilar som också omfattade Nash-Healey. 1952 års redesign av den tvåsitsiga sportbilen fick ett "ännu närmare familjeutseende" till de omgjorda Nash-modellerna genom att presentera "pontontyp stänkskärmar fram och bak." Den nya stylingen flyttade också strålkastarna "från pontonskärmarna till frontgallret."
Termen används också med hänvisning till Mercedes-Benz-modeller från 1953 till 1962. Till exempel hänvisar en bok om märket till "The Ponton", "Ponton sedan", "Ponton 220", "Ponton 220S och SE coupéer och cabrioletter" och "Ponton-modellerna".
Ett General Motors-dokument anger Olympia Record från 1953 som "den första Opel med en full bredd, eller pontonkaross".
Volkswagen Beetle bar ledade löpbrädor och fendrar, men den efterföljande Volkswagen Type 3 blev känd för sin pontonstyling; i Nederländerna kallades Volkswagen Type 3 (1961–1974) 2-dörrars notchback sedan för Ponton.
I ett referensverk om alternativa energifordon använde akademiker inom elektroteknik termen som en generisk för sedanbilar med treboxdesign. Även ett tyskt arbete från 2007 om bildesign och teknologi nämner en " Rover-Ponton" (pontonstil Rover) och en fransk bok om konst och design använde också termen i ett fordonssammanhang 1996.